# Nybroviken

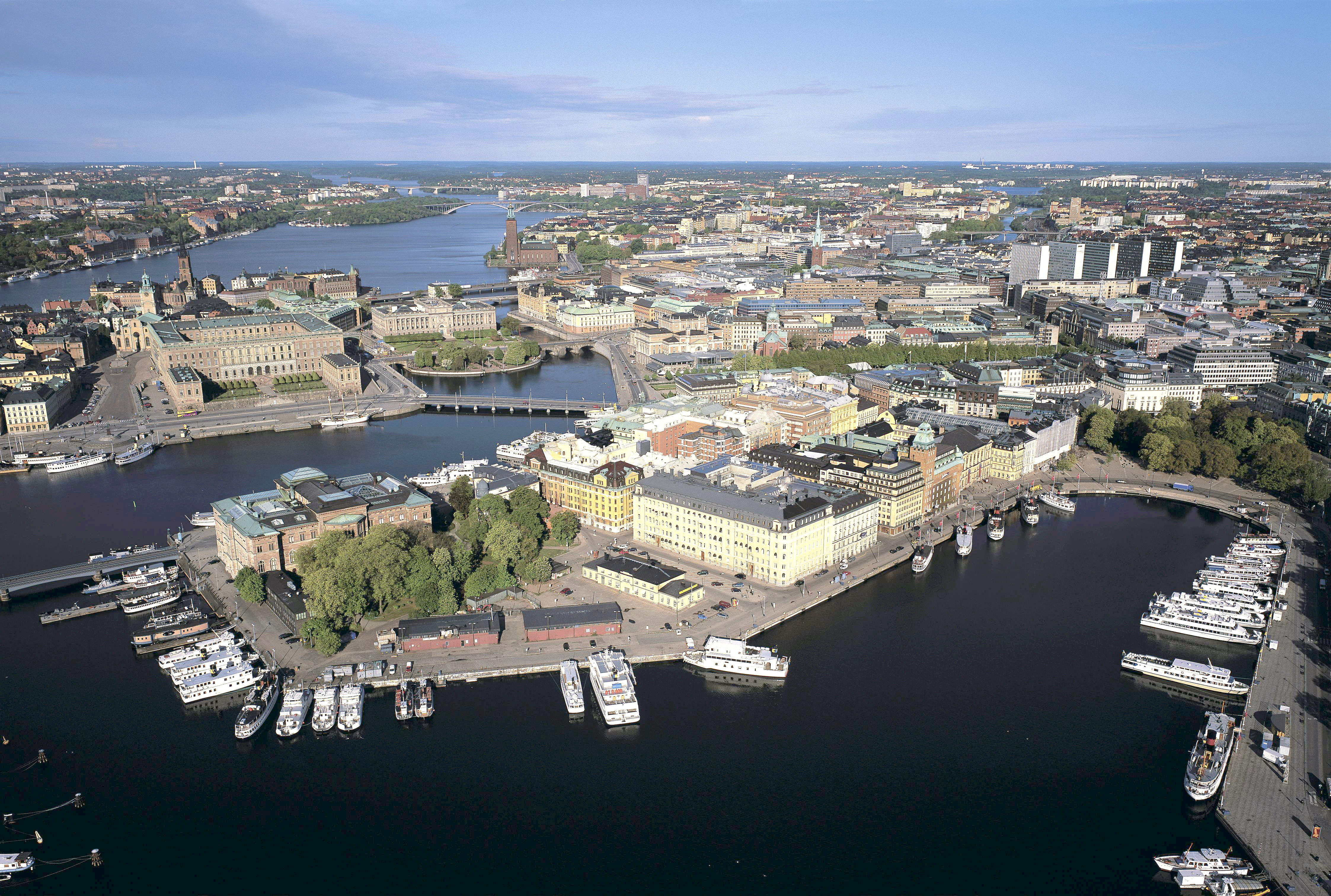
Nybroviken till höger med Blasieholmen i bildmitt.

Nybroviken är en vik av Saltsjön som ligger mellan Blasieholmen och Östermalm i Stockholm. Fortsättningen mot öst fram till Djurgårdsbron är Ladugårdslandsviken. Namnet kommer från en tidigare bro som gick i Nybrogatans förlängning över dagens Nybroplan till Blasieholmen som då ännu inte blivit landfast. Vid Nybroviken ligger turbåtar som sommartid trafikerar Stockholms skärgård och längst in vid Nybroplan finns en hållplats för Djurgårdsfärjan.

## Historik

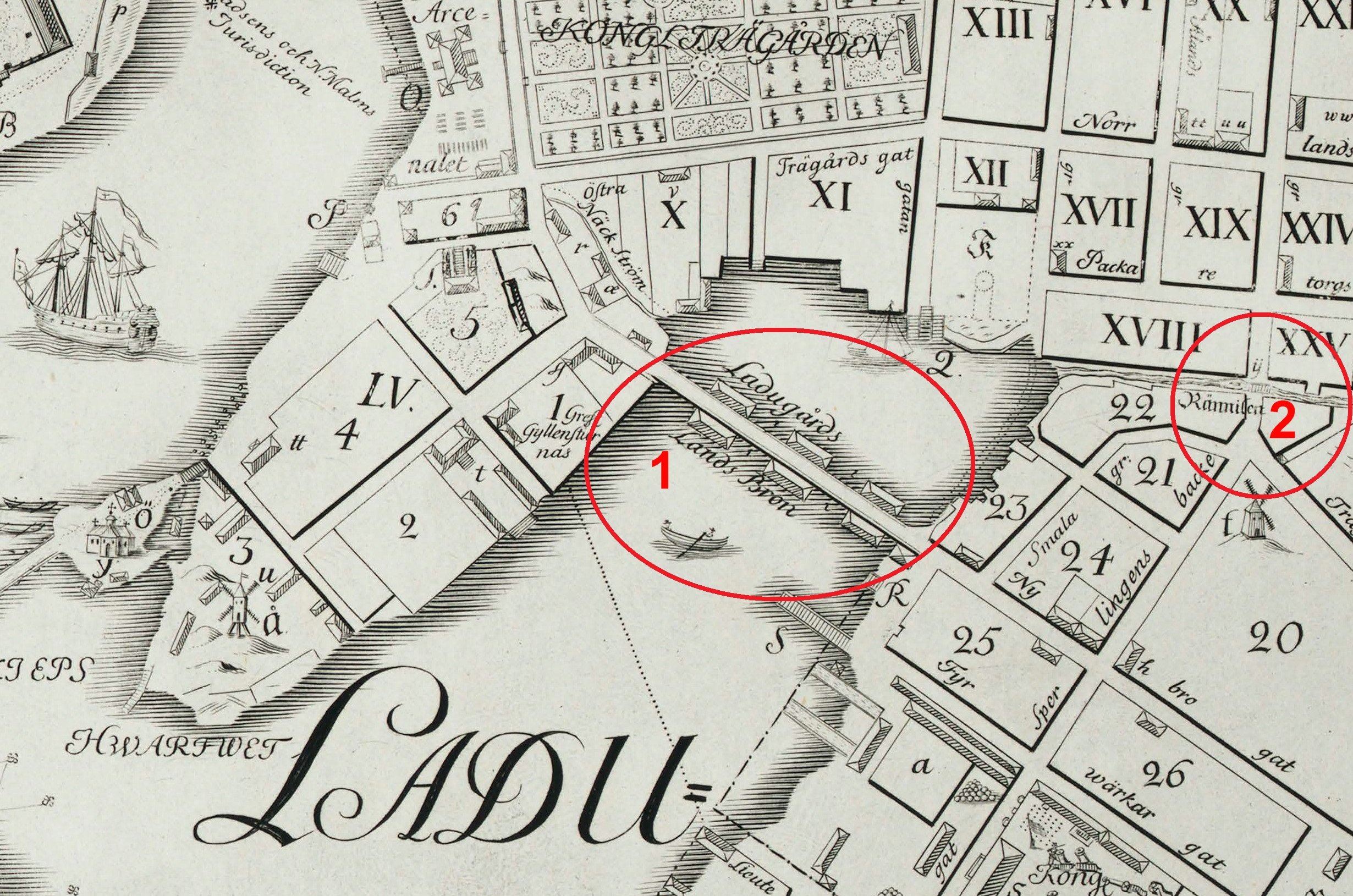
Ladulandsgårdsviken och Ladugårdslandsbron (1) år 1733.
(norr är till höger)

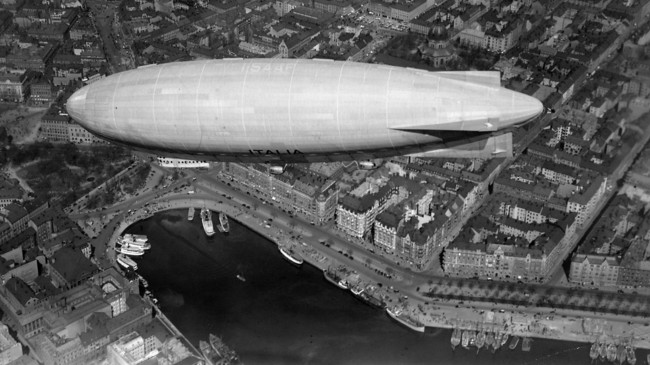
Luftskeppet Italia över Nybroviken i Stockholm 1928 på väg till Nordpolen.

Ladugårdslandsviken sträckte sig fram till 1800-talet betydligt längre in mot land än dagens Nybroviken. Både området för dagens Berzelii park och Birger Jarlsgatan upp mot Stureplan var delar av viken. Kring 1640 anlades en bro mellan Ladugårdslandet och Blasieholmen, Ladugårdslandsbron, som även kallades Nya Bron eller Nybron. 
Till viken innanför bron hade Träskrännilen sitt utlopp. Den kallades Packaretorgsviken efter Packaretorget (dagens Norrmalmstorg), eller i folkmun Katthavet. Träskrännilen följde dagens Birger Jarlsgatan och avvattnade Träsket vid dagens Eriksbergsplan som i sin tur var en del av utloppet från Brunnsviken. Avskrädet som följde med denna "avloppsledning" och det skräp som slängdes i direkt gjorde att vikens inre del snabbt både växte igen och blev ökänd för sin smuts.
När man pratade om att ersätta Ladugårdslandsbron med en järnbro fann Karl XIV Johan att man lika gärna kunde fylla igen det allt mer stinkande Katthavet. I slutet av 1830-talet beslöt man därför att fylla ut området innanför bron och att också ersätta denna som nu blev mer av en kaj eller en hög vägbank än en bro. 1848 var arbetena avslutade och fyra år senare började man att iordningställa Berzelii park. 
Fyllningsmassornas tryck på Nybrons östra sida blev med åren för stor och 1868 utfylldes även en del av viken öster om Nybron (nuvarande Raoul Wallenbergs torg) samtidigt fick Nybroviken sin rundade form med strandgatan Nybrohamnen. Nybrokajerna ritades av arkitekt Fredrik August Lidströmer.

## Övrigt
- Under vintrarna 1883–1904/05 var Nybroviken känd för sin skridskobana på vinterisen där bland andra de kungliga roade sig till levande musik. Folklivet där är besjunget av Povel Ramel i visan "Titta det snöar".
- Ståplats i Nybroviken är ett uttryck som betyder ungefär "att bli dränkt genom att ens fötter gjutes fast i betong och man därefter nedsänks i vatten".